# .asia
.asia es un dominio de Internet genérico propuesto por la Organización DotAsia, con el registro para ser operado por Afilias. Fue aprobado por el ICANN (Internet Corporation for Assigned Names and Numbers)  el 19 de octubre de 2006 como un dominio de Internet patrocinado. El dominio existente .as pertenece a Samoa Americana.
Servirá como un dominio regional para compañías, organizaciones, e individuos en las regiones de Asia, Australia y el Pacífico.